# Abraham K. Allison
Abraham Kurkindolle Allison (Contea di Jones, 10 dicembre 1810 – Quincy, 8 luglio 1893) è stato un politico statunitense. Fu il sesto governatore della Florida.

## Biografia
Allison nacque nella contea di Jones, in Georgia, il 10 dicembre 1810, dal capitano James Allison e da Sarah Fannin Allison. Dopo essersi diplomato, lavorò come mercante a Columbus e nella contea di Henry, in Alabama. Poi si trasferì ad Apalachicola, in Florida, dove servì come primo sindaco della città. Prestò anche servizio come primo giudice di contea della contea di Franklin e come commesso del tribunale degli Stati Uniti. Fu inoltre membro della legislatura del Territorio della Florida. Nella Guerra Seminole fu capitano dei Franklin Rifles. Si trasferì a Quincy, nella contea di Gadsden, nel 1839 e iniziò a praticare legge. Nel 1843 costruì una casa coloniale georgiana a Quincy. Nel 1989 essa divenne l'Allison House Inn, un bed and breakfast.
Fu di nuovo eletto nella legislatura territoriale e rappresentò la contea di Gadsden nella legislatura statale nel 1845, 1847 e 1852. Come presidente della Camera, assunse le funzioni di governatore sostituto il 16 settembre 1853, poiché sia il governatore Thomas Brown che il presidente del senato R. J. Floyd si trovavano fuori dallo Stato. Lasciò l'ufficio per l'avvento del nuovo governatore James E. Broome il 3 ottobre. Allison non esercitò poteri esecutivi e si limitò a tenersi pronto solo  in caso di necessità. Fu membro della Convenzione costituzionale del 1861. Prestò servizio durante la guerra civile americana, rimanendo membro nel Senato della Florida dal 1862 al 1864 e prendendo parte agli scontri durante la battaglia di Macon e la battaglia di Natural Bridge.
Dopo che il governatore John Milton si suicidò il 1º aprile 1865, Allison, in qualità di presidente del senato statale, assunse l'incarico di governatore. Si dimise dal suo ufficio il 19 maggio 1865 e si nascose il giorno prima che le truppe federali occupassero formalmente Tallahassee. Fu catturato dalle forze dell'Unione il 19 giugno 1865 e tenuto per diversi mesi a Fort Pulaski.
Dopo il suo rilascio, tornò a Quincy per praticare legge. Durante le elezioni del 1870, Allison guidò una banda di uomini armati per bloccare gli elettori neri nei pressi delle urne finché non chiusero. Questo gesto eliminò quasi del tutto la maggioranza repubblicana nella contea di Gadsden. Nel 1872 fu condannato per l'intimidazione nei confronti dei neri e per questo fu imprigionato per sei mesi e multato. Morì a Quincy, in Florida, l'8 luglio 1893.